# Власов Андрій Андрійович
Андрі́й Андрі́йович Вла́сов (нар. 1 (14) вересня 1901, село Ломакіно, Російська імперія (зараз Нижньогородська область, Російська Федерація) — 1 серпня 1946, Москва, РРФСР) — російський радянський воєначальник, під час Другої світової війни перейшов на бік нацистської Німеччини та очолив низку російських колабораціоністській організацій. Колишній радянський генерал-лейтенант. Під час Любанської наступальної операції 20 квітня 1942 року був призначений очільником. Потрапивши в оточення другої ударної армії, після її розгрому потрапив до німецького полону і почав співпрацювати з нацистами, ставши керівником військової організації з радянських військовополонених — Російської визвольної армії (РВА, рос. Русская освободительная армия, РОА). 1945 року полонений РСЧА, 1946 року засуджений за звинуваченням у державній зраді, позбавлений звання генерала-лейтенанта та всіх державних нагород. За наказом військової колегії Верховного Суду СРСР був страчений за допомогою повішення 1 серпня 1946 року.

## Біографія
Майже все, що відомо про життя Власова до полону, стало відомим з його власних розповідей друзям і однодумцям, які познайомилися з ним або після початку радянсько-німецької війни, або під час його перебування в полоні, коли він номінально став ідейним керівником Російського визвольного руху, і які описали свої спогади про нього.
Народився 14 вересня 1901 року в селі Ломакіно нині Гагінського району Нижньогородської області. Росіянин. Був тринадцятою дитиною, молодшим сином. Сім'я жила в бідності, що заважало батькові виконати його бажання — дати всім своїм дітям освіту. За навчання Андрія довелося платити старшому братові — Івану, який послав брата отримати духовну освіту в семінарію в Нижній Новгород. Навчання у семінарії перервала революція 1917-го року. 1918 року Андрій пішов вчитися на агронома, але 1919 року був призваний до Червоної армії.

### У лавах Червоної армії (до початку німецько-радянської війни)
У Червоній армії з 1919 року. Після закінчення чотиримісячних командирських курсів став командиром взводу і брав участь у боях зі Збройними силами Півдня Росії на Південному фронті. Служив у 2-й Донський дивізії. По ліквідаціі білих військ на Північному Кавказі дивізію, в якій служив Власов, перекинули в Північну Таврію проти військ Врангеля. Власова призначили командиром роти, потім перевели в штаб. Наприкінці 1920 року загін, в якому Власов командував кінною і пішою розвідками, перекинули на ліквідацію повстанського руху Махна.
З 1922 року Власов посідав командні і штабні посади, а також викладав. 1929 року закінчив Вищі армійські командні курси. 1930 року вступив до ВКП(б). 1935 року став слухачем Військової академії імені М. В. Фрунзе. Історик А. Н. Колесник стверджував, що в 1937—1938 роках Власов був членом трибуналу Ленінградського і Київського військових округів. За цей час трибунал не виніс жодного виправдального вироку З серпня 1937 року командир 133 стрілецького полку 72-ї стрілецької дивізії, а з квітня 1938 помічник командира цієї дивізії. Восени 1938 року направлений у Китай для роботи у складі групи військових радників, що свідчить про повну довіру до Власова з боку політичного керівництва З травня по листопад 1939 року виконував обов'язки головного військового радника. На прощання, перед від'їздом з Республіки Китай, Чан Кайши нагородив його орденом Золотого Дракона, дружина Чан Кайши подарувала Власову годинник. І орден, і годинник відібрані владою у Власова після повернення до СРСР.
У січні 1940 року генерал-майор Власов призначений командиром 99-ї стрілецької дивізії, яку в жовтні того ж року нагороджено перехідним Червоним Прапором і визнано найкращою дивізією Київського військового округу. Маршал Тимошенко називав дивізію найкращою в усій Червоній армії. За це Власова нагородили золотим годинником і орденом Червоного Прапора. Газета «Червона Зірка» надрукувала статтю про Власова, у якій вихвалялись його військові здібності, його увага і турбота про підлеглих, точне й ретельне виконання своїх обов'язків.
В автобіографії, написаній у квітні 1940 року, зазначав: "Ніяких сумнівів не мав. Завжди стояв твердо на генеральній лінії партії і за неї завжди боровся "
У січні 1941 року Власов призначений командиром 4-го механізованого корпусу Київського особливого військового округу, а через місяць нагороджений орденом Леніна.

### На початку радянсько-німецької війни
Війна для Власова розпочалась під Львовом, де він обіймав посаду командира 4-го механізованого корпусу. За вмілі дії отримав подяку, і за рекомендацією Хрущова призначений командувачем 37-ю армією, яка захищала Київ. Після жорстоких боїв розрізнені з'єднання цієї армії зуміли пробитися на схід, а сам Власов був поранений і потрапив у госпіталь.
Один з учасників оборони Києва та майбутній Герой Радянського Союзу Ареф'єв К. А. залишив спогади про генерала Власова в останні дні боїв в київському оточенні. У вересні 1941-го р. Ареф'єв займав посаду начальника штаба київського бронепотягу «Літер А». Брав участь у невдалих спробах 37-ї армії (командувач генерал-майор А. А. Власов) в районі Баришівка — Березань — Яготин прорватися із київського оточення. Коли бронепотяг вийшов із строю Ареф'єв пристав до зведеної групи під керівництвом командувача армії Власова, що в останні дні вересня перебувала у болотах на р. Трубіж приблизно між селами Гланишів — Пристроми:
|  | ...За ніч ми пройшли 8 кілометрів. Командиром загону був Паньков, комісаром — Голованьов. Мапи булі старі, на них були показані тільки великі ліси. Підійшли до болота, проводир сказав, що його можна перейти й за ним ліс. Переправлялися через болото, витягуючи один одного. Вийшли в ліс, і виявилося, що ми на острові, на якому вже знаходилося багато відступаючих. Ще суходолом на нього провели конів та десь 50 голів скота... На цьому острові площиною близько 4 квадратних кілометрів був і генерал Власов. Сиділи ми на ньому 6 днів... 1 жовтня в останній раз була вислана розвідка. Вихід заборонив Власов, який говорив, що перш ніж йти треба зробити розвідку і виходити будемо організовано (ще в перші дні нашого знаходження на острові Власов збирав на поради офіцерський склад). На 7-й день 2 жовтня на човні приплив хлопчик літ чотирнадцяти та привіз годинник та повідомлення про те, що німці пропонують здаватися... Ми вирішили не здаватися і написати німцям провокаційного листа... В 3 години, як і попереджали нас німці, з чотирьох сторін по острову посипався ураганий вогонь, який йшов з 3-ї години дня і до 6-ї вечора. Були вбиті Паньков, Голованьов, журналіст військової газети і ще 6 осіб з бронепотягів. О 10 вечора вирішили виходити. Власов наказав мені прийняти командування першою групою та рухатися до залізниці, але я взяв курс на південний схід... Я вислав вперед групу із 25 осіб з кулеметами, 3 автоматами та гвинтівками, бо людей було багато. За нею йшла решта групи в голові зі мною. За нами потягнулися й інші... Перша група йшла в метрах 15 від нас, командував нею Філогенов. Йшли з 10-ї вечора до 7-ї ранку, але пройшли тільки півтора кілометри, бо йшли по болоту, стрибаючи з купини на купину. Вийшли до лісу, ліс вже ніхто не обстрілював... |

Як видно, Власов на цьому етапі залишався вірним присязі та намагався організовано вивести своїх підлеглих із оточення.
У листопаді 1941 року Сталін викликав Власова і наказав йому сформувати 20-у армію, яка б входила до складу Західного фронту і брала участь в битві за Москву.
5 грудня в районі села Червона Поляна (що знаходиться за 32 км від Московського Кремля) радянська 20-а армія під командуванням генерала Власова зупинила частини німецької 4-ї танкової армії, зробивши вагомий внесок у перемогу під Москвою. За радянських часів з'явилася документально необґрунтована і недостовірна версія, що сам Власов у цей час був у госпіталі, а бойовими діями керував або командувач оперативною групою Лізюков, або начальник штабу Сандалов.
Долаючи запеклий опір противника, 20-та армія вибила німців з Солнєчногорська і Волоколамська. 13 грудня 1941 Радінформбюро опублікувало офіційне повідомлення про відбиття наступу німців під Москвою і надрукувало в ньому фотографії командирів, які особливо відзначилися під час оборони столиці. Серед них був і Власов. 24 січня 1942 року за ці бої Власова нагородили орденом Червоного Прапора і присвоїли звання генерал-лейтенанта:39.
|                              | Особисто генерал-лейтенант Власов з оперативного боку підготовлений добре, організаційні навички має. З управлінням військами справляється цілком. |
| — оцінка дій Власова Жуковим | |

Після успіхів під Москвою Власова у військах, слідом за Сталіним, називають не інакше як «рятівник Москви». За завданням Головного політуправління про Власова пишеться книга під назвою «Сталінський полководець». Фахівець з історії Другої світової війни в СРСР Джон Еріксон називав Власова «одним з улюблених командирів Сталіна». Власову дозволяли давати інтерв'ю закордонним кореспондентам, що говорить про довіру до Власова з боку найвищого політичного керівництва країни:39.

### В 2-й ударній армії
7 січня 1942 року почалася Любанська операція. Війська 2-ї ударної армії Волховського фронту, створеного для зриву наступу німців на Ленінград і подальшого контрудару, успішно прорвали оборону противника біля населеного пункту Мясной Бор (на лівому березі річки Волхов) і глибоко вклинилися в його розташування (в напрямку Любані). Але не маючи сил для подальшого наступу, армія опинилася у важкому становищі. Противник кілька разів перерізав її комунікації, створюючи загрозу оточення.
8 березня 1942 року генерал-лейтенанта Власова призначили заступником командувача військами Волховського фронту. 20 березня 1942 року командувач Волховським фронтом Мерецков відправив свого заступника Власова на чолі спеціальної комісії в 2-гу ударну армію (генерал-лейтенант Кликов). «Три доби члени комісії розмовляли з командирами всіх рангів, з політпрацівниками, з бійцями», а 8 квітня 1942 року, склавши акт перевірки, комісія відбула, але без генерала Власова. Тяжкохворого генерала Кликова 16 квітня зняли з посади командуючого армією і літаком відправили в тил.
20 квітня 1942 року Власова призначили командувачем 2-ї ударної армії, залишивши за сумісництвом заступником командувача Волховського фронту.
|                                                                 | Закономірно виникло питання, кому доручити керівництво військами 2-ї ударної армії? Того ж дня відбулася телефонна розмова А. А. Власова і дивізійного комісара І. В. Зуєва з Мерецковим. Зуєв запропонував призначити на посаду командарма Власова, а Власов — начальника штабу армії полковника П. С. Виноградова. Військова рада [Волховського] фронту підтримала ідею Зуєва. Так… Власов з 20 квітня 1942 (понеділок) став командувачем 2-ї ударної армії, залишаючись одночасно заступником командувача [Волховським] фронтом. Він отримав війська, практично вже не здатні боротися, отримав армію, яку треба було рятувати… |
| — В. Бешанов. Ленінградська оборона. — М. : АСТ, 2005. — 276 с. | |

Протягом травня-червня 2-га ударна армія під командуванням А. А. Власова робила відчайдушні спроби вирватися з мішка.
|                                                  | Вдаримо з рубежу Полість о 20 годині 4 червня. Дій військ 59-ї армії зі сходу не чуємо, немає дальньої дії арт.вогню. |
| — Власов, 4 червня 1942 року. 00 годин 45 хвилин | |

### Нацистський полон
Командувач Волховською оперативною групою генерал-лейтенант Хозін не виконав директиви Ставки (від 21 травня) про відведення військ армії. У результаті 2-а ударна армія опинилася в оточенні, а самого Хозіна 6 червня усунули з посади. Заходами, вжитими командуванням Волховського фронту, вдалося створити невеликий коридор, через який виходили розрізнені групи виснажених і деморалізованих бійців і командирів.
|                             | Військовій раді Волховського фронту. Доповідаю: війська армії протягом трьох тижнів ведуть запеклі бої з противником… Особовий склад військ до межі виснажений, збільшується кількість смертних випадків і захворюваність від виснаження зростає з кожним днем. Внаслідок перехресного обстрілу армійського району війська несуть великі втрати від вогню артмінометного і авіації противника… Бойовий склад з'єднань різко зменшився. Поповнювати його за рахунок тилів і спецчастин більше не можна. Все, що було, взято. На шістнадцяте червня в батальйонах, бригадах і стрілецьких полках залишилося в середньому по кілька десятків людей. Всі спроби східної групи армії пробити прохід в коридорі із заходу успіху не мали. |
| — Власов. Зуєв. Виноградов. | |

|                 | 21 червня 1942 РОКУ. 8 годин 10 хвилин. НАЧАЛЬНИК ГШКА. ВІЙСЬКОВІЙ РАДІ ФРОНТУ. Війська армії три тижні отримують по п'ятдесят грамів сухарів. Останні дні продовольства зовсім не було. Доїдаємо останніх коней. Люди виснажені до межі. Спостерігається групова смертність від голоду. Боєприпасів немає… |
| — Власов. Зуєв. | |

25 червня противник ліквідував коридор. Покази різних свідків не пояснюють, де ж ховався генерал-лейтенант Власов три наступних тижні — блукав лісом або ж існував якийсь запасний КП, до якого пробиралася його група. Роздумуючи про свою долю, Власов порівнював себе з генералом Самсоновим, який також командував 2-ю армією і також потрапив до німецького оточення. Самсонов застрелився. За словами Власова, його відрізняло від Самсонова те, що останній мав за що з гідністю віддати своє життя. Власов вирішив, що вбивати себе в ім'я Сталіна він не стане:62.
11 липня 1942 року в селі старовірів Туховежі Власов потрапив у полон до армії вермахту.

### Співробітництво з Третім Рейхом

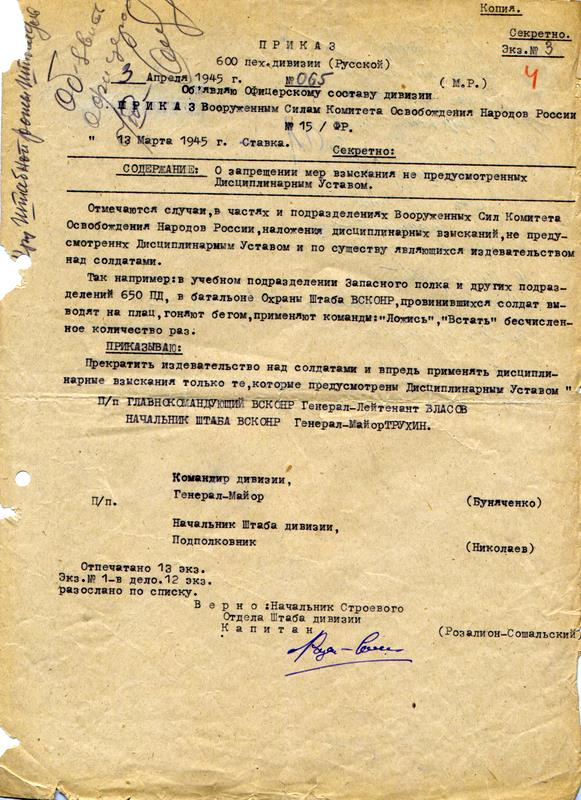
Наказ генерала Власова про припинення знущань над солдатами.

Перебуваючи у Вінницькому військовому таборі для полонених вищих офіцерів, Власов погодився співпрацювати з нацистами і очолив «Комітет визволення народів Росії» (рос. Комитет освобождения народов России, КОНР) і «Російську визвольну армію», складені з полонених радянських військовослужбовців.
Не збереглося жодної світлини цього періоду життя Власова, на яких він був би одягнутий у нацистську військову форму (що відрізняло Власова від його підлеглих). Він завжди носив спеціально пошитий для нього через його кремезну статуру простий мундир військового крою кольору хакі з широкими обшлагами і формені штани з генеральськими лампасами. Ґудзики на мундирі були без військової символіки, на мундирі — ніяких знаків розрізнення чи нагород, зокрема, не носив емблеми РОА на рукаві. Тільки на генеральському кашкеті він мав біло-синьо-червону кокарду РОА:34.
Власов написав відкритий лист «Чому я став на шлях боротьби з більшовизмом». Крім того, підписував листівки, що закликали повалити сталінський режим, які згодом розкидалися німецькою армією з літаків на фронтах, а також поширювалися серед військовополонених.
На початку травня 1945 року між Власовим і Буняченком виник конфлікт — Буняченко прагнув підтримати Празьке повстання, а Власов умовляв його не робити цього і залишитися на боці німців. На переговорах у північночеських Козоїдах вони не домовилися і їхні шляхи розійшлися.
|                                                                |                                                                     |                                                                    |
| Власов під час прийому командувача Російської Визвольної армії | Листівка «Чому я став на шлях боротьби з більшовизмом» (сторінка 1) | Листівка «Чому я став на шлях боротьби з більшовизмом» (сторінка2) |

### Полонення Червоною армією, суд і страта
12 травня 1945 року Власова затримали військовослужбовці 25-го танкового корпусу 13-ї армії 1-го Українського фронту неподалік міста Пльзень в Чехословаччині при спробі перейти у західну зону окупації. Танкісти корпусу переслідували колону, в котрій перебував Власов, за вказівкою капітана-власівця, який повідомив, що саме у ній перебуває його командувач. За радянською версією Власова знайшли на підлозі джипа загорнутим у килим. Це здається малоймовірним, з огляду на внутрішній простір в джипі і статуру Власова:113. Після затримання його доставили у штаб маршала Конєва, звідти до Москви. Відтоді до 2 серпня 1946 року, коли в газеті «Известия» опубліковано повідомлення про суд над ним, про Власова нічого не повідомлялося:113.
Спочатку керівництво СРСР планувало проводити публічний процес над Власовим та іншими керівниками РОА в Жовтневому Залі Будинку Союзів, однак згодом відмовилося від цього. За версією російського історика Олександрова, причиною могло стати те, що частина обвинувачених могла висловлювати на процесі погляди, які «об'єктивно можуть збігатися з настроями певної частини населення, незадоволеної Радянською владою».
|  | Ульріх: Підсудний Власов, в чому конкретно визнаєте себе винним? Власов: Я визнаю себе винним у тому, що перебуваючи у важких умовах, виявив слабкість …З Кримінальної справи Власова |

Схоже що на суді Власов намагався взяти всю відповідальність на себе, очевидно вважаючи, що таким чином він зможе пом'якшити вироки для своїх підлеглих:115.
Рішення про смертний вирок щодо Власова та інших прийняло Політбюро ЦК ВКП (б) 23 липня 1946 року. З 30 по 31 липня відбувся закритий судовий процес у справі Власова і групи його послідовників. Їх усіх визнали винними у державній зраді. За вироком Військової колегії Верховного Суду СРСР їх позбавили військових звань і 1 серпня 1946 року скарали на горло, а їхнє майно конфіскували. За чутками, страта Власова і його сподвижників була організована з жахливою жорстокістю — їх повісили на струні піаніно, підчепленій на гаку під основу черепа:116.

## Образ Власова в мемуарах командирів Червоної армії
Перехід командувача 2-ї ударної армії Власова на службу до німців був одним з найнеприємніших для радянської історіографії епізодів війни. Були й інші офіцери Червоної армії, які стали боротися з Радянською владою, але Власов був найбільш високопоставленим і найвідомішим з усіх. У радянській історіографії не було спроб проаналізувати мотиви його вчинку — його автоматично поливали брудом чи, в кращому випадку, просто не згадували.
Ісаєв відзначав, що багато товаришів по службі Власова, які писали після війни мемуари, потрапили у незручне становище:
|  | Напишеш про колишнього командувача добре, скажуть: «Як же ти гада такого не розгледів?». Напишеш погано — скажуть: «Чому не бив на сполох? Чому не доповів і не повідомив куди слід?». |

Наприклад, один з офіцерів 32-ї танкової дивізії 4-го механізованого корпусу описує свою зустріч з Власовим так: 
|  | Висунувшись з кабіни, побачив, що командир полку розмовляє з високим генералом в окулярах. Впізнав його одразу. Це командир нашого 4-го механізованого корпусу. Підійшов до них, представився комкору. |

 Прізвище «Власов» впродовж усієї розповіді про бої в Україні у червні 1941 року взагалі не згадується.
Також і Катуков волів не згадувати, що його бригада підпорядковувалась армії, якою командував Власов. А колишній начальник штабу 20-ї армії Західного фронту Сандалов у своїх мемуарах обійшов неприємне питання про знайомство зі своїм командармом за допомогою версії про хворобу Власова. Згодом цю версію підтримали й розвинули інші дослідники, які стверджували, що з 29 листопада по 21 грудня 1941 полковник Сандалов виконував обов'язки командувача 20-ю армією Західного фронту, і саме під його фактичним керівництвом 20-та армія звільнила Червону Поляну, Солнєчногорськ та Волоколамськ.
Якщо Власова згадували у мемуарах, то, швидше, негативно. Наприклад, кавалерист Стученко пише:
|  | Несподівано за триста — чотириста метрів від передової з-за куща виринає постать командувача армією Власова в каракулевій сивій шапці-вушанці і незмінному пенсне; позаду ад'ютант з автоматом. Моє роздратування вилилося через край: — Що ви тут ходите? Дивитись тут нема чого. Тут люди даремно гинуть. Хіба так організовують бій? Хіба так використовують кінноту? Подумалося: зараз відсторонить від посади. Але Власов, відчуваючи себе зле під вогнем, не зовсім впевненим голосом запитав: — Ну і як же треба, на вашу думку, наступати? |

Приблизно в тому ж дусі висловився Мерецков, переказуючи слова начальника зв'язку 2-ї ударної армії генерала Афанасьєва: «Характерно, що в обговоренні намічуваних дій групи командарм-2 Власов ніякої участі не брав. Він абсолютно байдуже ставився до всіх змін в русі групи». Ісаєв припустив, що цей опис може бути «порівняно точним і об'єктивним», оскільки Афанасьєв став свідком надлому особистості Власова, що призвів до зради: у полон командувач 2-ї ударної потрапив буквально через кілька днів після «обговорення намічуваних дій» (див. Любанська операція).
Маршал Василевський, що став навесні 1942 року начальником генерального штабу Червоної Армії, також писав у мемуарах про Власова в негативному ключі:
|  | Командуючий 2-ю ударною армією Власов, не виділяючись великими командирськими здібностями, до того ж за натурою вкрай нестійкий і боягузливий, абсолютно не діяв. Ситуація для армії складна, обстановка ще більше деморалізувала його, він не зробив жодних спроб до швидкого й прихованого відведення військ. В результаті всього війська 2-ї ударної армії опинилися в оточенні. |

На думку директора Інституту стратегічних досліджень Решетнікова:
|  | Для радянських людей «власівщіна» стала символом зради, а він сам — іудою того часу. Доходило до того, що однофамільці писали в анкетах: «Родичем генерала-зрадника не є». |

В зв'язку з цим були ускладнені й пошукові заходи в районі М'ясного Бору. Місцева влада дотримувалась версії, що «в М'ясному Бору лежать зрадники-власовці». Це рятувало їх від зайвих клопотів з організації похорону, а державу — від витрат на допомогу сім'ям загиблих. Тільки в 1970-х роках завдяки ініціативі пошуковика Н. І. Орлова біля М'ясного Бору з'явилися перші три військові цвинтарі..

## Власов та іншіоточенці
Багато хто з тих, що залишилися в оточенні, тримався до кінця, в полон потрапили переважно бійці, захоплені в коридорі, і легкопоранені з великих госпіталів. Багато хто під загрозою полону застрелилися, як, наприклад, член Військової ради армії дивізійний комісар Зуєв. Інші змогли вийти до своїх або пробратися до партизанів, як, наприклад, комісар 23-ї бригади Н. Д. Аллахвердієв, що став командиром партизанського загону. У партизанських загонах боролися також воїни 267-ї дивізії військлікар 3-го рангу Є. К. Гуринович, медсестра Журавльова, комісар Вдовенко та інші.
Але таких було небагато, більшість потрапила в полон. Переважно до полону потрапили зовсім знесилені, змучені люди, нерідко поранені, контужені, в напівпритомному стані, як, наприклад, поет, старший політрук Залілов (Муса Джаліль). Багато хто не встиг навіть вистрілити у ворога, раптово зіткнувшись з німцями. Опинившись в полоні, більшість з них не стала співпрацювати з ворогом. На бік німців крім генерала Власова перейшли: командир 25-ї бригади полковник Шелудько, офіцери штабу 2-ї ударної армії майор Версткін, полковник Горюнов й інтендант 1 рангу Жуковський.
Наприклад, командир 327-ї дивізії генерал-майор Антюфєєв, будучи пораненим, потрапив у полон 5 липня. Антюфєєв відмовився допомагати противнику, і німці відправили його у табір в Каунас, потім він працював на шахті. Після війни Антюфєєва відновили в генеральському званні, він продовжив службу в Радянській Армії і вийшов у відставку генерал-майором. Начальник медико-санітарної служби 2-ї ударної армії військлікар 1-го рангу Боборикін спеціально залишився в оточенні, щоб врятувати поранених армійського госпіталю. 28 травня 1942 командування нагородило його орденом Червоного Прапора. Перебуваючи в полоні, носив форму командира Червоної Армії і продовжував надавати медичну допомогу військовополоненим. Після повернення з полону працював у Військово-медичному музеї в Ленінграді.
Водночас відомі численні випадки, коли військовополонені і в полоні продовжували боротьбу з противником. Відомий подвиг Муси Джаліля і його «Моабітський зошит». Є й інші приклади. Начальник санітарної служби і бригадний лікар двадцять третьої стрілецької бригади майор Кононенко 26 червня 1942 року потрапив у полон разом з персоналом бригадної медсанроти. Після восьми місяців важких робіт в Амберзі 7 квітня 1943 року його перевели лікарем у табірний лазарет міста Ебельсбах (Нижня Баварія). Там він став одним з організаторів «Революційного комітету», перетворивши свій лазарет у таборі Маутхаузен в центр патріотичного підпілля. Гестапо вистежило «Комітет», і 13 липня 1944 року його заарештували, а 25 вересня того ж року розстріляли разом з іншими 125-ма підпільниками. Командир 844-го полку 267-ї дивізії Поспєлов і начальник штабу полку Назиров потрапили у полон поранені, де продовжили боротьбу з противником і в квітні 1945 року очолили повстання у концтаборі Бухенвальд.
Показовий приклад політрука роти 1004-го полку 305-ї дивізії Тільних. Потрапивши пораненим (в ногу) і контуженим у полон в червні 1942 року, був відправлений таборами, остаточно потрапивши в табір при шахті Шварцберг. У червні 1943 року Тільних втік з табору, після чого бельгійські селяни в селищі Ватерлоо допомогли зв'язатися з партизанським загоном № 4 з радянських військовополонених (підполковник Червоної Армії Котовець). Загін входив до складу російської партизанської бригади «За Батьківщину» (підполковник Шукшин). Тільних брав участь в боях, незабаром став командиром взводу, а з лютого 1944 року — політруком роти. У травні 1945 року бригада «За Батьківщину» захопила місто Майзак і вісім годин утримувала його до підходу англійських військ. Після війни Тільних разом з іншими товаришами-партизанами повернувся служити в РСЧА.
За два місяці до того у квітні 1942 року при виведенні з оточення 33-ї армії покінчили життя самогубством її командувач Єфремов і офіцери штабу армії. І якщо Єфремов своєю смертю «обілив навіть тих малодушних, які здригнулися в скрутну хвилину і кинули свого командувача, щоб врятуватися поодинці», то на бійців 2-ї ударної дивилися крізь призму зради Власова.

## Перегляд справи
2001 року з клопотанням про перегляд вироку Власову і його соратникам до Головної військової прокуратури РФ звернувся ієромонах Никон (Белавенец), голова руху "За віру і Батьківщину ". Однак військова прокуратура дійшла висновку, що підстав для застосування закону про реабілітацію жертв політичних репресій немає.
1 листопада 2001 року Військова колегія Верховного Суду РФ відмовила в реабілітації Власова та інших, скасувавши вирок в частині засудження за ч. 2 ст. 5810 КК РРФСР (антирадянська агітація і пропаганда) і припинивши в цій частині справу за відсутністю складу злочину. В іншій частині вирок залишено без зміни.

## Аргументи прихильників Власова

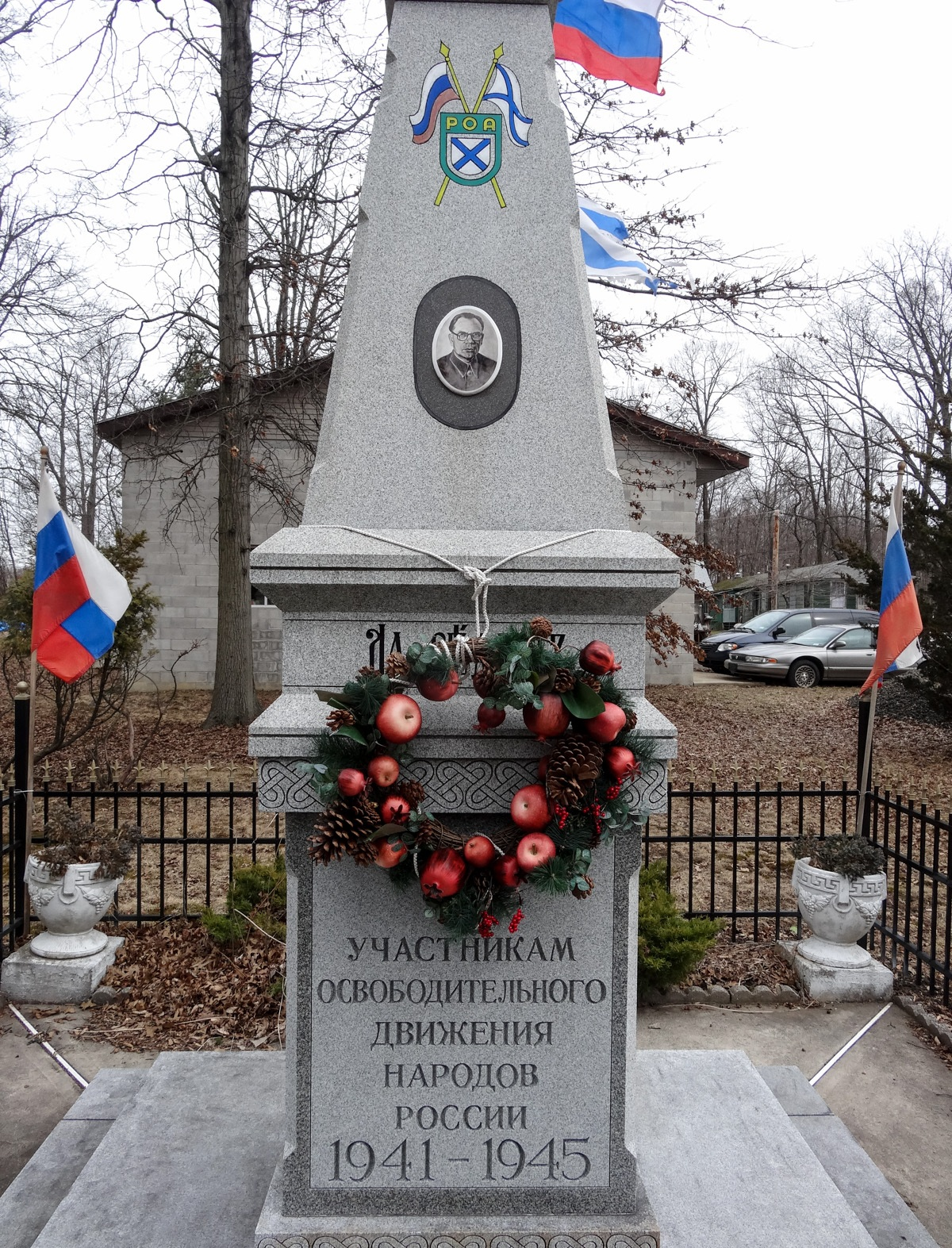
Меморіал Власову і бійцям РОА на кладовищі Новодієвського жіночого російського православного монастиря у Нью-Йорку

Версія патріотизму Власова і його руху має своїх прихильників і дискутується донині.
Прихильники Власова стверджують, що Власов і ті, хто приєднався до Російського визвольного руху, надихалися патріотичними почуттями і залишилися вірними своїй батьківщині, але не своєму уряду. Одним з наведених аргументів на користь цієї точки зору був той, що «якщо держава надає громадянину захист, вона має право вимагати від нього лояльності», якщо ж Радянська держава відмовилася підписувати Женевську угоду і тим самим позбавила своїх полонених громадян захисту, то громадяни більше не були зобов'язані зберігати лояльність державі і, отже, не були зрадниками.
На початку вересня 2009 року Архієрейський Синод Російської православної церкви закордоном на своїх засіданнях торкнувся суперечок щодо появи книги церковного історика, протоієрея Георгія Митрофанова «Трагедія Росії. „Заборонені“ теми історії XX століття в церковній проповіді і публіцистиці». Зокрема, було відзначено, що:
|  | Трагедія тих, кого прийнято називати «власівцями»… воістину велика. У всякому разі, її слід осмислити з усією можливою неупередженістю та об'єктивністю. Поза таким осмисленням історична наука — перетворюється у політичну публіцистику. Нам… слід уникати «чорно-білого» тлумачення історичних подій. Зокрема, іменування діянь генерала Власова — зрадою, це, з нашого погляду, легковажне спрощення тодішніх подій. У цьому сенсі ми цілком підтримуємо спробу отця Георгія Митрофанова підійти до цього питання (а вірніше, до низки питань) з міркою, адекватною складності проблеми. У Російському Зарубіжжі, частиною якого стали й уцілілі учасники РОА, генерал Власов був і залишається певним символом опору безбожному більшовизму в ім'я відродження Історичної Росії. …Все, що було ними зроблено — робилося саме для Вітчизни, в надії на те, що поразка більшовизму призведе до відтворення потужної національної Росії. Німеччина розглядалася «власівцями» виключно як союзник у боротьбі з більшовизмом, але вони, «власовці» готові були, при необхідності протистояти збройно будь-якій колонізації чи розчленуванню нашої Батьківщини. Ми сподіваємося, що в майбутньому російські історики поставляться до тогочасних подій з більшою справедливістю і неупередженістю, ніж це відбувається нині. |

## Аргументи противників Власова і його реабілітації
Противники Власова вважають, що оскільки Власов і ті, хто приєднався до нього, воювали проти Радянського Союзу на боці його ворога, то вони були зрадниками і колабораціоністами. На думку цих дослідників Власов і бійці Російського визвольного руху перейшли на бік вермахту не з політичних мотивів, а для порятунку власного життя, їх майстерно використали нацисти для пропаганди і Власов був лише знаряддям у руках нацистів:16.
Російський історик Фролов Михайло Іванович відзначає більшу небезпеку спроб героїзації Власова, називаючи серед їхніх основних наслідків прагнення до перегляду підсумків Другої світової війни, зокрема, до знецінення угод, досягнутих країнами-переможницями на Ялтинській і Потсдамській конференціях, на Нюрнберзькому процесі над головними нацистськими військовими злочинцями, до перегляду підтверджених Генеральною Асамблеєю ООН (11.12.1946) принципів міжнародного права, визнаних статутом трибуналу і відображених у його вироку. Тим самим можливо досягнути різних негативні для Росії геополітичних, ідеологічних та фінансових наслідків.
На думку історика, «представляти зрадника Власова, колабораціоністів» «борцями за Росію, за російський народ не що інше, як негідна з моральної точки зору потуга, свідоме, навмисне перекручення фундаментальних цінностей російського суспільства — патріотизму, любові до Батьківщини, відданого служіння інтересам її народу».
2009 року за підтримки Російської Православної Церкви вийшла книга «Правда про генерала Власова: збірник статей», головною метою якої, за словами її авторів, було «показати, що точка зору професора Санкт-Петербурзької духовної академії протоієрея Георгія Митрофанова на генерала-зрадника Власова, на Велику Вітчизняну війну є маргінальною для Російської Православної Церкви». Автори підкреслюють, що зрада Власова і власовців — «це наш біль і наш сором, це ганебна сторінка історії російського народу».

## Альтернативні версії переходу на бік німців
В окремих мемуарах можна зустріти версію, що Власов потрапив у полон ще раніше — восени 1941 року в оточенні під Києвом — де його завербували і перекинули через лінію фронту. Йому ж приписується наказ знищити всіх працівників його штабу, які не захотіли разом з ним здатись в полон. Так, письменник Іван Стаднюк стверджує, що чув це від генерала Сабурова. Ця версія не підтверджена оприлюдненими архівними документами.
За версією Віктора Філатова й інших авторів, генерал Власов — радянський розвідник (співробітник зовнішньої розвідки НКВС або військової розвідки — Розвідуправління Генштабу РККА), який з 1938 року працював у Республіці Китай під псевдонімом «Волков», здійснюючи розвідувальну діяльність проти Японії та Німеччини, а потім під час радянсько-німецької війни був успішно закинутий до німців. Страта Власова 1946 року пов'язується з конфліктом спецслужб — МГБ і НКВД — внаслідок якої за особистим рішенням Сталіна і Абакумова Власова ліквідували як небезпечного і непотрібного свідка. Згодом знищили значну частину матеріалів слідства у «справі» Власова, Буняченка та інших керівників ЗС КОНР.
Існує також теорія змови, згідно з якою насправді замість Власова 1 серпня 1946 року повісили іншу людину, а сам Власов згодом довго жив під іншим прізвищем.

## Згадки в літературі
|                | Мені згадався епізод Другої світової війни, коли есесівський начальник у своєму кабінеті звів двох російських генералів — Власова і Денікіна. — Не знаю такого генерала, — сказав Денікін, коли йому представили Власова. — Зрозуміло, — сказав есесівець, — ми в різний час боролися з одним і тим же ворогом — більшовиками. — Але я їм не служив! — Відповів Денікін. |
| — Фелікс Чуєв, | |

|                                                                       | У 1959 році я зустрів знайомого офіцера, з яким бачився ще до війни. Ми розговорилися. Розмова торкнулася власовців. Я сказав: — У мене там досить близькі люди були. — Хто? — Поцікавився він. — Трухін Федір Іванович — мій керівник групи в Академії Генерального штабу. — Трухін?! — Навіть з місця схопився мій співрозмовник. — Ну, так я твого вихователя в останню дорогу проводжав. — Як це? — А ось так. Ти ж пам'ятаєш, очевидно, що коли захопили Власова, у пресі було повідомлення про це, і вказувалося, що керівники РОА постануть перед відкритим судом. До відкритого суду і готувалися, але поведінка власовців все зіпсувала. Вони відмовилися визнати себе винними у зраді Батьківщині. Всі вони — головні керівники руху — заявили, що боролися проти сталінського терористичного режиму. Хотіли звільнити свій народ від цього режиму. І тому вони не зрадники, а російські патріоти. Їх піддали тортурам, але нічого не добилися. Тоді придумали „підсадити“ до кожного їхніх приятелів з колишнього життя. Кожен з нас, підсаджених, не приховував, для чого він підсаджений. Я був підсаджений не до Трухіна. У нього був інший, в минулому дуже близький його друг. Я „працював“ з моїм колишнім приятелем. Нам усім, „підсадженим“, надали відносну свободу. Камера Трухіна була недалеко від тієї, де „працював“ я, тому я частенько заходив туди і досить багато говорив з Федором Івановичем. Перед нами поставили тільки одне завдання — умовити Власова і його соратників визнати свою провину у зраді Батьківщині і нічого не говорити проти Сталіна. За таку поведінку було обіцяно зберегти їм життя. Дехто вагався, але більшість, у тому числі Власов і Трухін, твердо стояли на незмінній позиції: „Зрадником не був і визнавати зради не буду. Сталіна ненавиджу. Вважаю його тираном і скажу про це на суді“. Не допомогли наші обіцянки життєвих благ. Не допомогли і наші страхітливі розповіді. Ми говорили, що якщо вони не погодяться, то судити їх не будуть, а закатують до смерті. Власов на ці погрози сказав: „Я знаю. І мені страшно. Але ще страшніше обмовити себе. А муки наші даром не пропадуть. Прийде час, і народ добрим словом нас пом'яне“. Трухін повторив те ж саме. І відкритого суду не вийшло, — завершив свою розповідь мій співрозмовник. — Я чув, що їх довго катували і напівмертвих повісили. Як повісили, то я навіть тобі про це не скажу… |
| — Григоренко Петро Григорович, У підпіллі можна зустріти тільки щурів | |

- Один з головних персонажів роману Аркадія Васильєва «О першій годині дня, ваше превосходительство».
- Один з персонажів п'єси Леся Подерв'янського «Павлік Морозов».

## Нагороди

### Нагороди СРСР
- Орден Леніна (1941)
- 2 ордени Червоного Прапора (1940, 1941)
- Медаль «XX років Робітничо-Селянській Червоній Армії»

Згодом за вироком Військової колегії Верховного Суду СРСР позбавлений всіх нагород і звань.

### Інші нагороди
- Орден Золотого Дракона (Республіка Китай, 1939)
- Відзнака для східних народів 2-го класу в золоті з мечами (Третій Рейх)

## У кінематографі

### Художнє кіно
- «Визволення» (СРСР, 1969) — актор Юрій Померанцев
- «Батьківщини солдат» (СРСР, 1975) — актор Юрій Померанцев
- «Останній бій майора Пугачова» (Росія, 2005) — актор Олександр Подобєд

### Документальне кіно
- Досьє на генерала Власова. Реж. Данилов Л., 1990.
- Власов. Двічі проклятий генерал. Реж. Інго Бетке, Павло Сергєєв, 1995.
- Петля. Один генерал і дві російські армії. [Архівовано 27 листопада 2012 у Wayback Machine.], Продюсер Олександр Радов, 1997.
- Генерал Власов. Історія зради. Росія, реж. Іван Бобришев, 2006.
- Генерал Власов. Зрада. (частина-1) [Архівовано 7 березня 2014 у Wayback Machine.](частина-2) [Архівовано 7 березня 2014 у Wayback Machine.], реж. Володимир Тарасов, 2007
- Діалог біля шибениці: Нові міфи про генерала Власова. Документальний фільм Леоніда Млечина, 2008.
- Пакт з Дияволом. Генерал Власов і отаман Краснов. Автор і ведучий Леонід Млечин, реж. Олександр сідлярів, 2009.
- Друга Ударна. Зраджена армія Власова. [Архівовано 26 грудня 2012 у Wayback Machine.] Художньо-публіцистичний фільм Олексія Пивоварова, 2011.

## Галерея

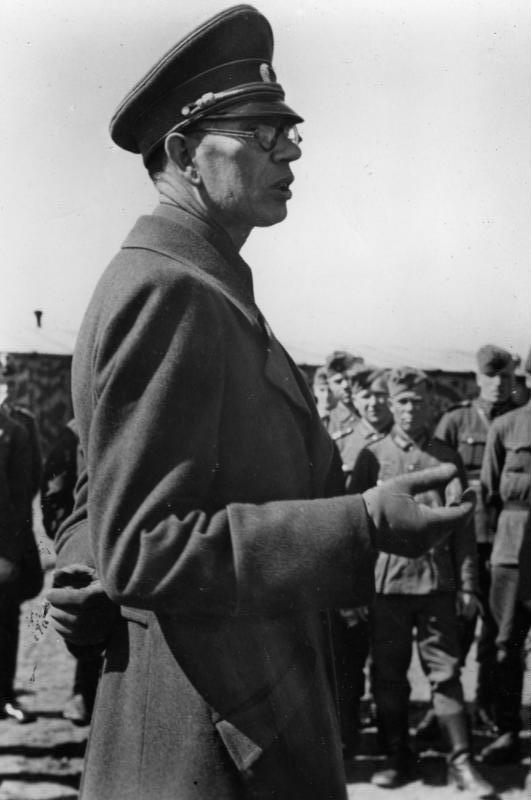
Промова перед строєм добровольців, Східний фронт, жовтень 1944.
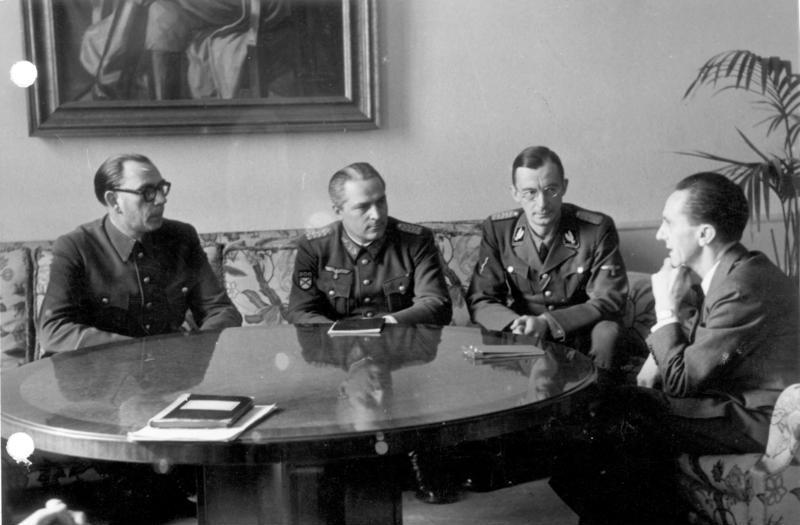
Генерали Власов і Жиленков на зустрічі у Геббельса, лютий 1945.
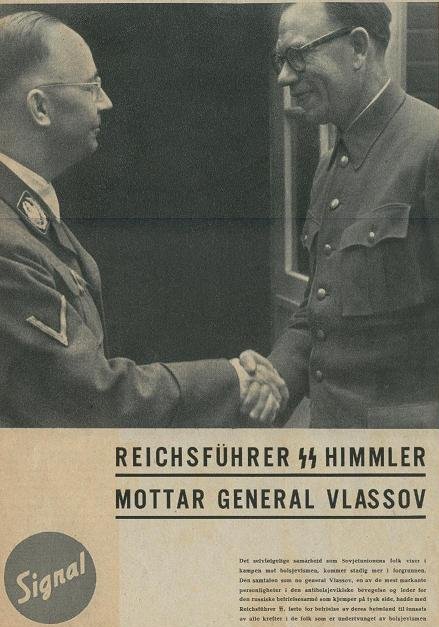
Власов і Гіммлер.
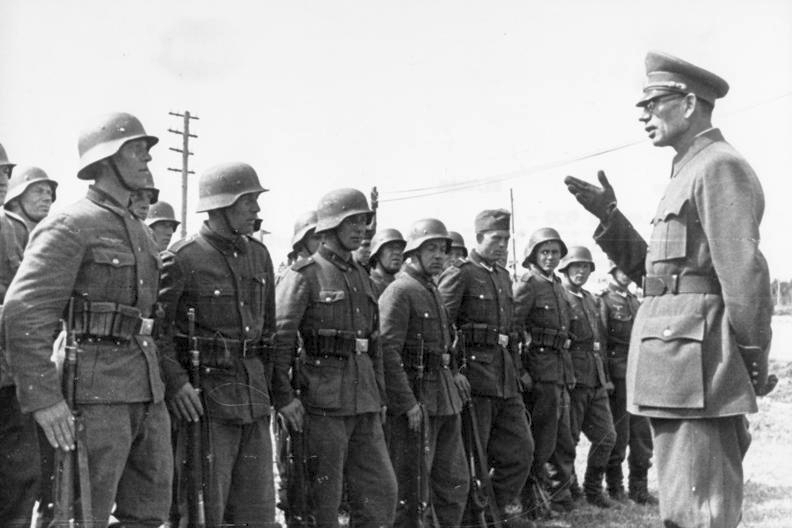
Генерал Власов перед бійцями РОА (колишніми бійцями розформованої  гренадерської дивізії СС "РОНА")